# ハタネズミ亜科
ハタネズミ亜科（Arvicolinae）は、哺乳綱 ネズミ目 キヌゲネズミ科に属する亜科。模式属はミズハタネズミ属 Arvicola。
本亜科は、旧来は Microtinae （ハタネズミ亜科）とされていたが、Kretzoi(1962) が Arvicolinae の呼称に先取権があることを指摘したことにより、Arvicolinae に改められた。日本では、以前のまま「ハタネズミ亜科」と呼ぶ人も少なくないが、Arvicola がミズハタネズミ属であることから、厳密にはミズハタネズミ亜科であるといえる。2005年、MusserとCarletonにより系統分類が整理された結果、この亜科には7族、26属の元に143の種が属することになった。以下の分類はそれに基づくものである。

## 分類
- ミズハタネズミ族　Arvicolini
  - ミズハタネズミ属　Arvicola
    - Arvicola amphibius - ミズハタネズミ
    - Arvicola sapidus - イベリアミズハタネズミ

  - ハタネズミ属　Microtus
    - Microtus montebelli - ハタネズミ
    - Microtus richardsoni - アメリカミズハタネズミ
    - Microtus pennsylvanicus - アメリカハタネズミ

  - Blanfordimys
  - Chionomys
  - Lasiopodomys
  - Lemmiscus
  - Neodon
  - Phaiomys
  - Proedromys
  - コウチハタネズミ属　Volemys
- クビワレミング族　Dicrostonychini
  - クビワレミング属　Dicrostonyx
- モグラレミング族　Ellobiusini
  - モグラレミング属　Ellobius
- Lagurini
  - Eolagurus
  - Lagurus
    - Lagurus lagurus　　Steppe lemming
- レミング族　Lemmini
  - レミング族　Lemmus - ノルウェーレミング
  - モリレミング属　Myopus
    - モリレミング Myopus schisticolor　　Wood lemming

  - ヌマレミング属　Synaptomys
- ヤチネズミ族　Myodini
  - タカネネズミ属　Alticola
  - Caryomys
  - ビロードネズミ属　Eothenomys - ビロードネズミ、ヤチネズミ、スミスネズミ
  - Hyperacrius
  - ヤチネズミ属　Myodes- コウライヤチネズミ、タイリクヤチネズミ、ヒメヤチネズミ
- Neofibrini
  - Neofiber
    - Neofiber alleni　　Round-Tailed muskrat

- マスクラット族　Ondatrini
  - マスクラット属　Ondatra

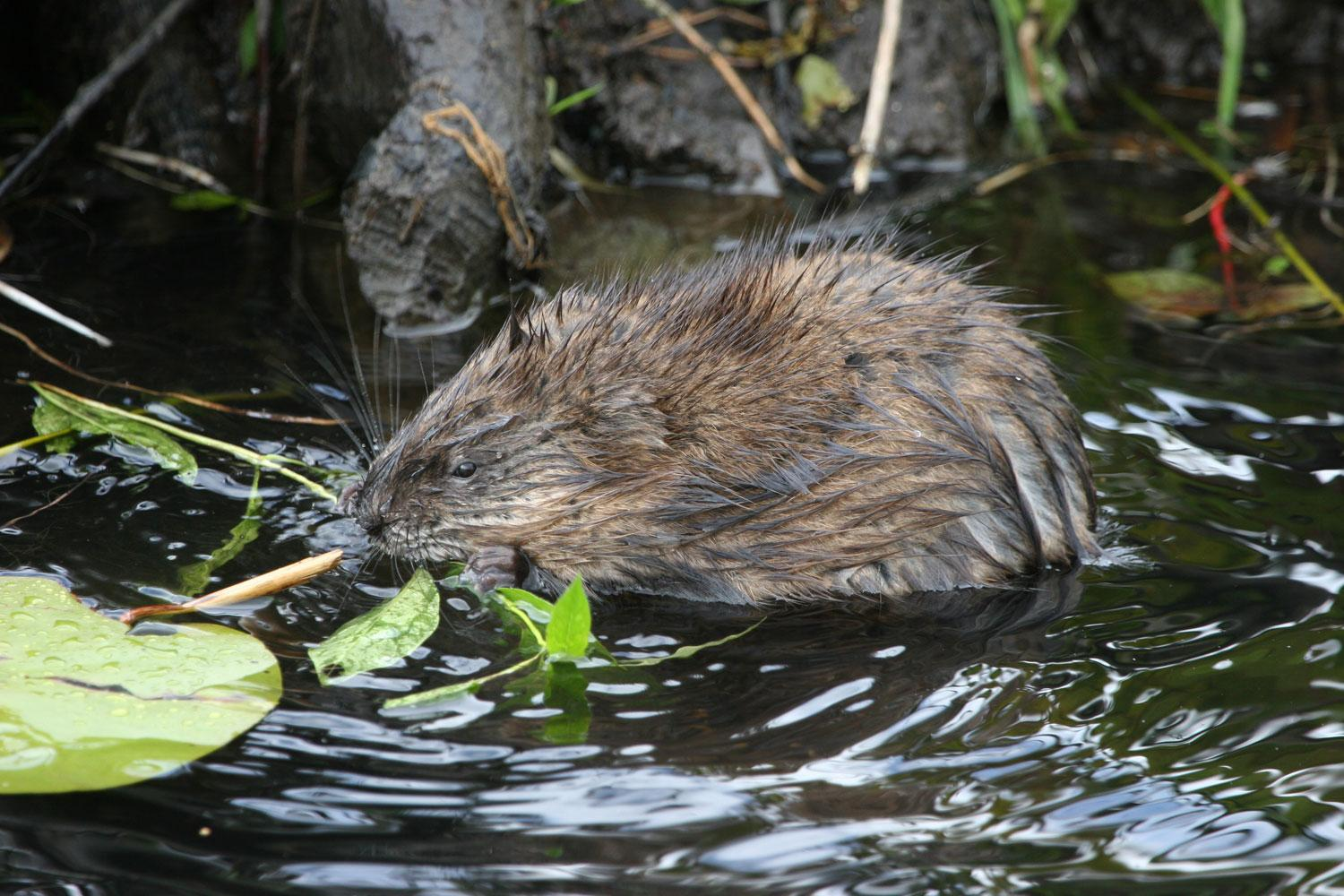
マスクラット Ondatra zibethicus

    - Ondatra zibethicus　マスクラット　Muskrat
- Pliomyini
  - Dinaromys
    - Dinaromys bogdanovi　　Balkan snow vole
- ツメナガモグラレミング族　Prometheomyini
  - ツメナガモグラレミング属　Prometheomys
    - Prometheomys schaposchnikowi　　Long-clawed mole vole
- 族が不明な属
  - Arborimus
  - Phenacomys